# Paraoxypilus
Paraoxypilus es un género de las mantis, de la familia Amorphoscelidae, del orden Mantodea. Tiene 8 especie reconocidas científicamente.

## Especies
- Paraoxypilus armatus (Giglio-Tos, 1913)
- Paraoxypilus distinctus (Beier, 1929)
- Paraoxypilus flavifemur (Sjostedt, 1918)
- Paraoxypilus insularis (Tindale, 1923)
- Paraoxypilus kimberleyensis (Sjostedt, 1918)
- Paraoxypilus laticollis (Tindale, 1923)
- Paraoxypilus tasmaniensis (Saussure, 1870)
- Paraoxypilus verreauxii (Saussure, 1870)